# 186 aC
El 186 aC va ser un any del calendari romà prejulià. Durant la República i l'Imperi Romà es coneixia com l'Any del Consolat d'Albí i Filip o també any 568 Ab urbe condita o de la fundació de la ciutat). L'ús del nom «186 aC» per referir-se a aquest any es remunta a l'alta edat mitjana, quan el sistema Anno Domini va ser el mètode de numeració dels anys més comú a Europa.

## Esdeveniments

### Antiga Roma

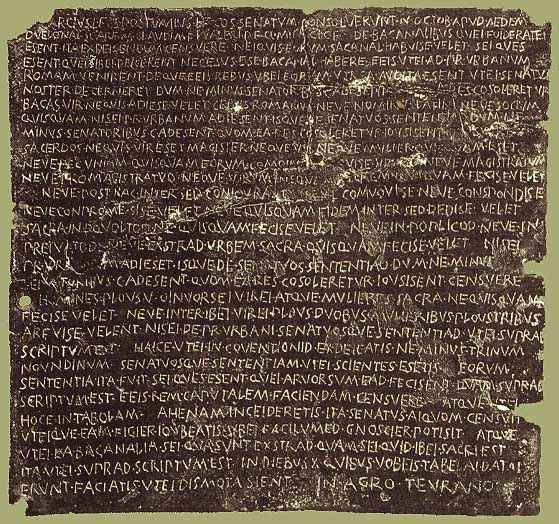
Senatus consultum de Bacchanalibus

- Aquest any són elegits cònsols Espuri Postumi Albí i Quint Marci Filip.[2]
- El Senat encarrega als cònsols de dirigir la investigació sobre el culte a Baccus i les bacanals. Durant el seu mandat es dicta un senatus consultum que suprimeix el culte a Bacus a Roma, a causa dels crims que s'havien comès en l'adoració d'aquest deu.[3]
- Marci Filip és enviat a Ligúria amb el seu col·lega on fa la guerra sense èxit. Quan és al país dels apuans l'enemic el sorpren en un pas estret i perd quatre mil homes. Aquest pas es va conèixer durant molt de temps amb el nom de Saltus Marcius.[4]
- Publi Corneli Sul·la és pretor a la província de Sardenya.[5]
- Marc Licini Lucul és pretor peregrí. Durant el seu mandat es descobreixen les reunions d'homes i dones per organitzar les bacanals a Roma, cosa que provoca una gran confusió i s'adopten mesures serioses i un Senatconsult (de Bacchanalibus). Els pretors han de suspendre per trenta dies els processos judicials en curs.[6]
- Gneu Manli Vulsó, que havia tancat amb Antíoc III el Tractat d'Apamea, celebra un triomf a Roma.[7]